# Felix Ambach
Felix Ambach (* 1998 in Bensheim) ist ein deutscher Jazzmusiker (Schlagzeug).

## Leben und Wirken
Ambach wuchs in einer Musikerfamilie auf. Nach dem Abitur zog er 2016 nach Köln, wo er als Instrumentalist an der Hochschule für Musik und Tanz Köln bei Jonas Burgwinkel studierte und ein Auslandssemester an der Guildhall School in London verbrachte. Er war mehrere Jahre Mitglied im Landesjugendjazzorchester Hessen und gehörte 2018/19 dem Bundesjazzorchester an, mit dem das Album A Tribute to the Kenny Clarke-Francy Boland Big Band entstand und er auch unter Leitung von Jiggs Whigham international auf Tournee war.
Mit dem Trio First Circle, das Ambach bereits als Schüler mit Victor Fox und Roger Kintopf bildete, veröffentlichte er 2017 das Album Gläüö bei Unit Records. Mit Jakob Manz gründete er die Groove Elation. Roger Kintopf holte ihn in sein Quartett Structucture, mit dem das gleichnamige Album für Double Moon Records entstand. Er leitet sein eigenes Trio mit Julius Gawlik und Kintopf. Weiterhin arbeitete er in den Bands von Tobias Haug (Empty Streets) und Leon Maria Plecity (Otherworld); außerdem trat er mit Django Bates, Pablo Held und Loren Stillman auf. Er ist auch auf Alben von Joe Downard und Andreas Theobald zu hören.

## Preise und Auszeichnungen
Neben zahlreichen ersten Solo-Preisen bei Jugend musiziert (klassisches Schlagzeug) und Jugend jazzt, gewann er mit dem Trio First Circle bei der Bundesbegegnung Jugend Jazzt 2015 den Studiopreis des DLF und den Sonderpreis der UDJ für ihre herausragenden Kompositionen. 2021 errang er mit seinem Trio den Jungen Deutschen Jazzpreis in Osnabrück für sein sehr differenziertes und feines Zusammenspiel, die sehr geerdete, große Spielfreude; mit seinem Trio erhielt er 2022 den Nachwuchspreis des Hi Five Award vom Rotary Club Hildesheim.